# Robert de Umfraville
 Robert de Umfraville (né vers 1277 – mort en mars 1325) est un noble écossais qui fut le 8e comte d'Angus de 1307 à 1314.

## Origine
Robert Umfraville, 8e comte d'Angus est le second fils de Gilbert de Umfraville et d'Elizabeth Comyn. Ayant survécu à son frère ainé Gilbert († 1303), Robert succède à leur père dans ses états tant en Angleterre qu'en Écosse à l'âge d'environ trente ans,

## Comte d'Angus
Le nouveau come d'Angus se révèle être un loyal et énergique partisan du roi Édouard II d'Angleterre, il reçoit de hautes responsabilités dont celle de « Lieutenant royal en Écosse » en 1308 et Gardien des Marches en 1310. Il intervient régulièrement lors de la négociation de trêves entre 1307 et 1313, alors qu'il semble également maintenir le contrôle familial sur le château royal de Dundee, avant qu'il ne soit pris par le roi Robert en 1312.
Comme il se doit le comte d'Angus combat pour Édouard II lors de la bataille de Bannockburn. Il survit au combat et réussit à échapper au carnage qui suit avec l'escadron de cavalerie du comte de Hereford Humphrey de Bohun. Il cherche refuge dans le château de Bothwell sur la Clyde contrôlé par des partisans des anglais. Mais le constable du château un écossais Walter Gilbertson, ancêtre de la famille Hamilton, estime qu'il alors temps de faire allégeance au roi Robert Ier d'Écosse et il lui livre à cette occasion les personnalités qu'il détient. Le comte d'Angus semble avoir été relâché contre une forte rançon, un an plus tard époque où il est admis dans la maison d'Édouard II comme banneret.
Le comte d'Angus retourne aux frontières écossaise où il était habilité à recevoir des « rebelles » à la paix du roi Robert Ier. En 1319, il prend part au siège anglais malheureux de Berwick-upon-Tweed et semble demeurer actif au service du roi, bien que sa loyauté soit mise à l'épreuve par les manœuvres des Despensers. Il assiste en mars 1322 au jugement de Thomas de Lancastre, en sa qualité de comte d'Angus, bien qu'il ait été autrefois un proche du comte. Cependant le roi Robert Ier semble avoir privé Robert d'Angus de ses domaines écossais après Bannockburn, mais le comté d'Angus ne fut pas lui-même attribué avant la fin du règne lorsqu'il est donné en 1329 à Sir John Stewart de Bonkil. En 1389 il revient à une lignée illégitime du clan Douglas. Robert de Umfraville meurt en mars 1325, il n'est pas inhumé comme ses parents dans la chapelle famille d'Hexham, mais dans l'abbaye cistercienne de Newminster.

## Unions et postérité
Robert de Umfraville se marie deux fois : il épouse d'abord Lucy, fille de William de Kyme, duquel les Umfraville héritent de vastes domaines dans le Lincolnshire et le Yorkshire dont le château de Kyme. Robert et Lucy ont deux enfants leur fils et successeur Gilbert 9e comte titulaire d'Angus et Elizabeth épouse de Gilbert de Boroughdon. Il épouse en secondes noces Eléonore, sans doute une parente des Clare, comtes de Gloucester ; Robert and Eléonore ont deux fils : Robert et Thomas.

## Sources
- (en)  Fiona Watson, « Robert Umfraville, eighth earl of Angus (c.1277–1325) », Oxford Dictionary of National Biography, Oxford University Press, 2004